# Termination Bliss
Termination Bliss es el segundo disco de estudio de la banda sueca de metal industrial Deathstars, lanzado en 2006.

## Lista de canciones
1. "Tongues" – 3:45
2. "Blitzkrieg" – 4:04
3. "Motherzone" – 4:06
4. "Cyanide" – 3:55
5. "Greatest Fight on Earth" – 3:53
6. "Play God" – 4:09
7. "Trinity Fields" – 4:22
8. "The Last Ammunition" – 4:07
9. "Virtue to Vice" – 3:42
10. "Death in Vogue" – 4:15
11. "Termination Bliss" – 3:43

Bonus Tracks

   12.  "Termination Bliss (Piano Remix)" - 3:12

   13.  "Blitzkrieg (Driven on Remix)" - 5:19

### Termination Bliss Extended
1. "Tongues"
2. "Blitzkrieg"
3. "Motherzone"
4. "Cyanide"
5. "The Greatest Fight on Earth"
6. "Play God"
7. "Trinity Fields"
8. "The Last Ammunition"
9. "Virtue to Vice"
10. "Death in Vogue"
11. "Termination Bliss"
12. "Termination Bliss (Piano Version)"
13. "DVD: Virtue to Vice"
14. "DVD: Blitzkrieg"
15. "DVD: Cyanide"
16. "DVD: Synthetic Generation"
17. "DVD: Syndrome"
18. "DVD: Making of Virtue to Vice"
19. "DVD: Making of Blitzkrieg"
20. "DVD: Making of Cyanide"
21. "DVD: Interview"
22. "PC/MAC: Deathstars Media Player"

## Personal
- Whiplasher - Vocales
- Nightmare Industries - Guitarras, Teclados
- Skinny - Bajo & Vocales Adicionales
- Bone W Machine - Batería

EL CD fue producido y mezclado por Skinny y Nightmare Industries en Black Syndicate Studios.
- Datos: Q2291181